# デュラス (ロット＝エ＝ガロンヌ県)
デュラス(Duras)は、フランス南西部ヌーヴェル＝アキテーヌ地域圏ロット＝エ＝ガロンヌ県北西部のコミューン。15か村、人口約4800人からなる小郡の庁舎がある。

## 由来
Durasとは、ケルト語で『要塞化された高い場所』を意味するDurosに由来し、接尾辞の-acumが付け足されている。言語の研究者たちはDurazzo（イタリア語の地名であるドゥラッツォ。現在はアルバニアのドゥラス）が転送されたのではないかと示唆している。

## 人口統計
| 1962年 | 1968年 | 1975年 | 1982年 | 1990年 | 1999年 | 2006年 | 2009年 |
| ------ | ------ | ------ | ------ | ------ | ------ | ------ | ------ |
| 1303   | 1298   | 1245   | 1244   | 1200   | 1214   | 1182   | 1213   |

参照元:Insee

## 姉妹都市
- シント＝トロイデン、ベルギー 1998年